# Amelia Chellini
Amelia Chellini, nome d'arte di Amelia Creti (Firenze, 16 giugno 1880 – Roma, 31 maggio 1944), è stata un'attrice italiana.

## Biografia
Nata a Firenze, sorella di Vasco Creti, iniziò a recitare in una filodrammatica per passare poi a compagnie come quella di Virgilio Talli, dove rimase per un lungo periodo. Sposò Didaco Chellini, amministratore teatrale, da cui prenderà il nome d'arte.
Nel 1918 venne scritturata da Emma Gramatica nella compagnia diretta da Gustavo Salvini; passerà anni dopo con Sergio Tofano e Giuditta Rissone, poi con Evi Maltagliati, Gino Cervi e Andreina Pagnani e Paolo Stoppa (nella Compagnia del Teatro Eliseo di Roma), infine con Enrico Viarisio e Vivi Gioi.
Debuttò nel cinema muto nel 1914, passando nei teatri di posa di varie case di produzione del periodo, in ruoli di attrice caratterista, impersonando signore severe, direttrici scolastiche o zitelle puntigliose.
Nel cinema sonoro fece parte del cast del film La segretaria per tutti, con la regia di Amleto Palermi; fu poi diretta da Mario Mattoli, Gennaro Righelli e Carlo Ludovico Bragaglia, i registi più importanti nella commedia cinematografica dell'epoca.
Lavorerà sino a pochi giorni della sua morte avvenuta a Roma nel 1944.

## Filmografia
- La segretaria per tutti, regia di Amleto Palermi (1932)
- Un cattivo soggetto, regia di Carlo Ludovico Bragaglia (1933)
- Tempo massimo, regia di Mario Mattoli (1934)
- Fiat voluntas Dei, regia di Amleto Palermi (1935)
- La mia vita sei tu, regia di Pietro Francisci (1935)
- Lo smemorato, regia di Gennaro Righelli (1936)
- La damigella di Bard, regia di Mario Mattoli (1936)
- Pensaci, Giacomino!, regia di Gennaro Righelli (1936)
- Gli uomini non sono ingrati, regia di Guido Brignone (1937)
- Inventiamo l'amore, regia di Camillo Mastrocinque (1938)
- Eravamo 7 sorelle, regia di Mario Mattoli (1939)
- Cose dell'altro mondo, regia di Nunzio Malasomma (1939)
- Mille chilometri al minuto!, regia di Mario Mattoli (1939)
- Maddalena... zero in condotta, regia di Vittorio De Sica (1940)
- Il prigioniero di Santa Cruz, regia di Carlo Ludovico Bragaglia (1941)
- L'allegro fantasma, regia di Amleto Palermi (1941)
- L'orizzonte dipinto, regia di Guido Salvini (1941)
- La famiglia Brambilla in vacanza, regia di Carl Boese (1941)
- Cenerentola e il signor Bonaventura, regia di Sergio Tofano (1942)
- Tragica notte, regia di Mario Soldati (1942)
- Colpi di timone, regia di Gennaro Righelli (1942)
- Giorno di nozze, regia di Raffaello Matarazzo (1942)
- Quarta pagina, regia di Nicola Manzari (1943)
- L'avventura di Annabella, regia di Leo Menardi (1943)
- Il birichino di papà, regia di Raffaello Matarazzo (1943)
- Dente per dente, regia di Marco Elter (1943)
- Il nostro prossimo, regia di Gherardo Gherardi (1943)
- Il fiore sotto gli occhi, regia di Guido Brignone (1944)